# Copa de Competencia

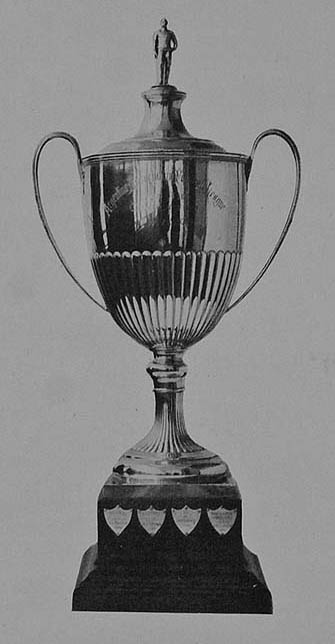
Die Trophäe der Copa de Competencia

Die Copa de Competencia auch häufig als Copa Competencia Chevallier Boutell, Copa Competencia Rioplatense, Cup Tie Competition oder Tie-Cup bezeichnet, war ein bilateraler Fußball-Vereinswettbewerb, der seit 1900 alljährlich zwischen Klubs aus Argentinien und Uruguay ausgespielt wurde.
Gestiftet wurde die Veranstaltung von Francis Hepburn Chevallier Boutell, dem Präsidenten der Argentine Association Football League (AAFL).
Zwischen 1900 und 1906 waren insgesamt vier Teams startberechtigt: Zwei Halbfinalisten aus der AAFL (die jedoch laut Reglement in den Halbfinalpartien stets auswärts spielen mussten) sowie je ein Halbfinalist aus der Uruguay Football Association League und der Federación Rosarina de Football. Das Finale, welche auch ein rein argentinisches sein konnte, fand immer in Buenos Aires statt, während die Semifinals in Montevideo und Rosario ausgetragen wurden. 1907 änderte man das Regelwerk. Der argentinische Vertreter wurde fortan im Rahmen der Copa de Competencia Jockey Club ermittelt. Für diesen Wettbewerb waren wiederum nur Mannschaften aus den Regionen Buenos Aires und Rosario startberechtigt. Dessen Sieger bestritt dann das Finale gegen den Vertreter aus Montevideo.

## Die Endspiele und Sieger
| Jahr     | Sieger                   | Ergebnisse            | Finalist             |
| -------- | ------------------------ | --------------------- | -------------------- |
| 1900     | Belgrano AC              | 2:0                   | Rosario AC           |
| 1901     | Alumni CA                | 2:1 n. V.             | Rosario AC           |
| 1902     | Rosario AC               | 1:1 / 1:1 / 2:1 n. V. | Alumni CA            |
| 1903     | Alumni CA                | 3:2 n. V.             | Rosario AC           |
| 1904     | Rosario AC               | 3:2 n. V.             | CURCC                |
| 1905     | Rosario AC               | 4:3 n. V.             | CURCC                |
| 1906     | Alumni CA                | 10:1                  | Belgrano AC          |
| 1907     | Alumni CA                | 3:1                   | CURCC                |
| 1908     | Alumni CA                | 4:0                   | Montevideo Wanderers |
| 1909     | Alumni CA                | 4:0                   | CURCC                |
| 1910     | Estudiantes Buenos Aires | 1 2:2 n. V. 1         | CURCC                |
| 1911     | Montevideo Wanderers     | 2 2:0 2               | CA San Isidro        |
| 1912     | CA San Isidro            | 1:0                   | Nacional Montevideo  |
| 1913     | Nacional Montevideo      | 1:0                   | CA San Isidro        |
| 1914     | River Plate              | 3 1:0 3               | Bristol              |
| 1915     | Nacional Montevideo      | 2:0                   | CA Porteño           |
| 1916     | Peñarol Montevideo       | 3:0                   | Rosario Central      |
| 1917     | Montevideo Wanderers     | 4:0                   | CA Independiente     |
| 1918     | Montevideo Wanderers     | 2:1                   | CA Porteño           |
| 1919     | Boca Juniors             | 4 2:0 4               | Nacional Montevideo  |
| 5 1920 5 | Nacional Montevideo      | 2:0                   | Rosario Central      |